# Testimonis de Jehovà
Testimonis de Jehovà és una confessió religiosa cristiana internacional mil·lenarista fundada el 1870 per Charles Taze Russell, entesa pels seus adeptes com una restauració del mode de vida i les idees originals dels primers cristians i com l'única religió verdadera. L'organització la dirigeix la Societat Torre de Guaita de Bíblies i Tractats, amb seu central a Warwick Nova York. Els diners que fan servir provenen de donacions voluntàries dels seus membres i s'utilitzen per fer noves publicacions, mantenir el seu lloc web i canal de televisió en línia, donar suport a missioners i enviar ajut a llocs on hi hagi hagut algun desastre, entre altres coses més. El grup està registrat com a organització sense ànim de lucre i no hi ha cap notícia d'evasió d'impostos o delictes similars per part de la Watchtower Society, malgrat la pressió de certs governs per retenir-ne impostos il·legalment. Tota la seva obra està dirigida pel Consell Rector o cos governant.

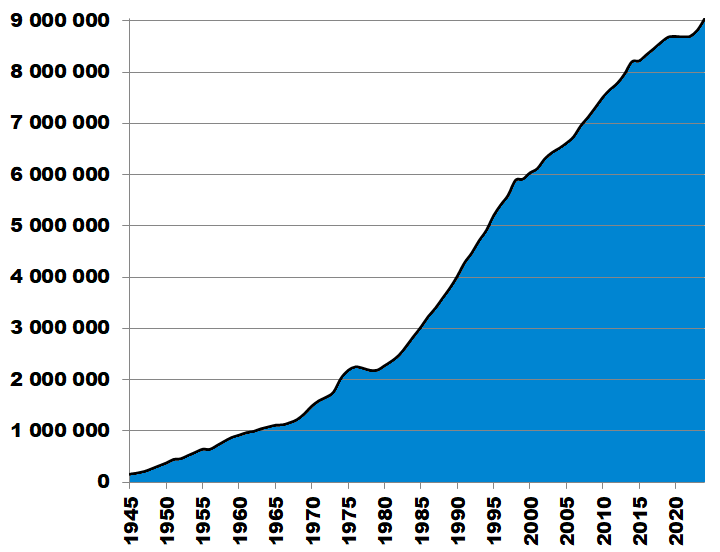
Estadística de creixement a escala mundial.

Els Testimonis de Jehovà consideren la Bíblia l'única autoritat en matèria de fe i dogmes. Fan servir de manera preferent la Traducció del Nou Món de les Santes Escriptures, una edició pròpia publicada per la Societat Watchtower. Per a la interpretació dels textos bíblics fan servir les publicacions editades per la societat, tant en format digital com en paper. Entre les seves publicacions destaquen les revistes The Watchtower (La Torre de Guaita) i Awake! (Desperta't!), que distribueixen públicament amb números que surten cada dos mesos. També compten amb nombrosos llibres i vídeos accessibles des del seu lloc web.
Segons el Mapa Religiós de la Generalitat de Catalunya de 2020, els Testimonis de Jehovà són una de les 14 religions reconegudes i ocupen el 4t lloc per nombre de centres de culte (115), només per darrere del catolicisme (5.956), l'evangelisme (788) i l'islam (284). També al País Valencià i les Illes Balears són la 4a confessió religiosa per nombre de centres de culte. A Espanya van obtenir l'estatus legal de arrelament notori el 2006, sumant-se al que ja tenien l'evangelisme, judaisme, islam i L'Església de Jesucrist dels Sants dels Darrers Dies (mormons).
Els testimonis de Jehovà no han estat exempts de crítiques i controvèrsies socials, polítiques, legals o ètiques. Algunes de les principals acusacions fan referència a l'autoritarisme i oposició a la llibertat d'expressió i la dissidència, atesa la gran jerarquització dins l'organització, les seves polítiques de gestió dels casos d'abús sexual infantil, control dels adeptes, la marginació, la discriminació a la dona i la diversitat sexual i l'atac a altres institucions religioses, entre altres coses.

## Història

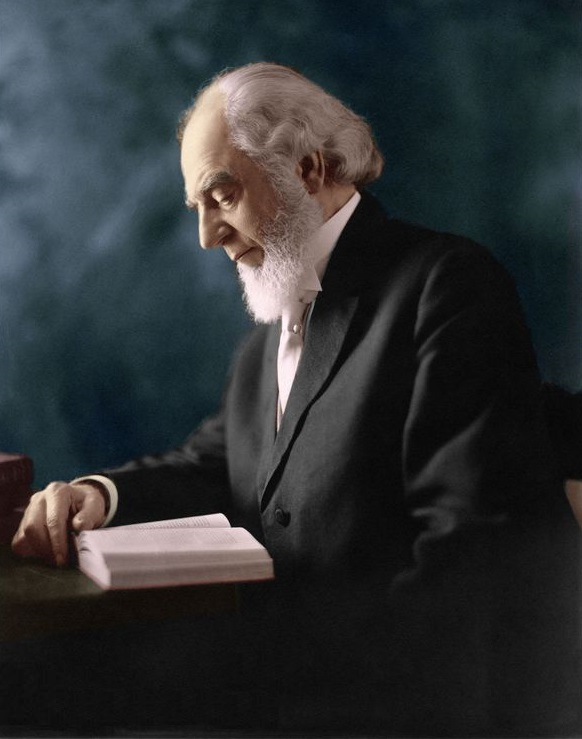
Charles Taze Russell el 1911.

A principi de la dècada de 1870 es va formar un cercle reduït d'estudis bíblics a Allegheny, localitat que avui forma part de Pittsburgh (Pennsilvània, Estats Units). Qui va promoure el grup d'estudiants era Charles Taze Russell, un predicador adventista.
Nascut en una família presbiteriana, Russell, interessat per l'estudi de la Bíblia, va formar amb un grup d'amics una congregació d'estudi de les Escriptures, els membres de la qual s'identificaven com a Estudiants de la Bíblia.
El juliol del 1879 van publicar el primer número de la revista Zion's Watch Tower and Herald of Christ's Presence, que amb el temps esdevindria la publicació més coneguda de l'organització, amb el nom de La Torre de Guaita en català. En 1881, Russell i un grup d'amics del moviment van fundar com a entitat legal la Zion's Watch Tower Tract Society. Russell va ser nomenat president el 1884, i la societat va canviar més tard el seu nom pel de Watch Tower Bible and Tract Society of Pennsylvania, la que correspon a la principal i més antiga entitat jurídica utilitzada pels Testimonis de Jehovà. Des de llavors la societat va començar a publicar i distribuir diverses publicacions en diferents idiomes, relacionades amb les seves creences i el seu déu Jehovà. També va desenvolupar la teoria profètica dels Set Temps. Entre 1917 i 1940 van patir canvis importants en l'organització. La seva estructura es va centralitzar i els mètodes de captació d'adeptes es van regularitzar al màxim.
El 1909 la seu es va traslladar fins a Brooklyn, Nova York, on va romandre fins a 2017, any en què van mudar la seva seu a Warwick (Nova York). El 1914 es va crear la primera entitat legal fora dels Estats Units, la sucursal International Bible Students Association a Gran Bretanya. Russell va morir dos anys després. En aquells dies, els estudiants de la Bíblia ja rebutjaven doctrines com la Santíssima Trinitat, la immortalitat de l'ànima i el foc de l'infern etern, però encara celebraven el Nadal i acceptaven el símbol de la creu.

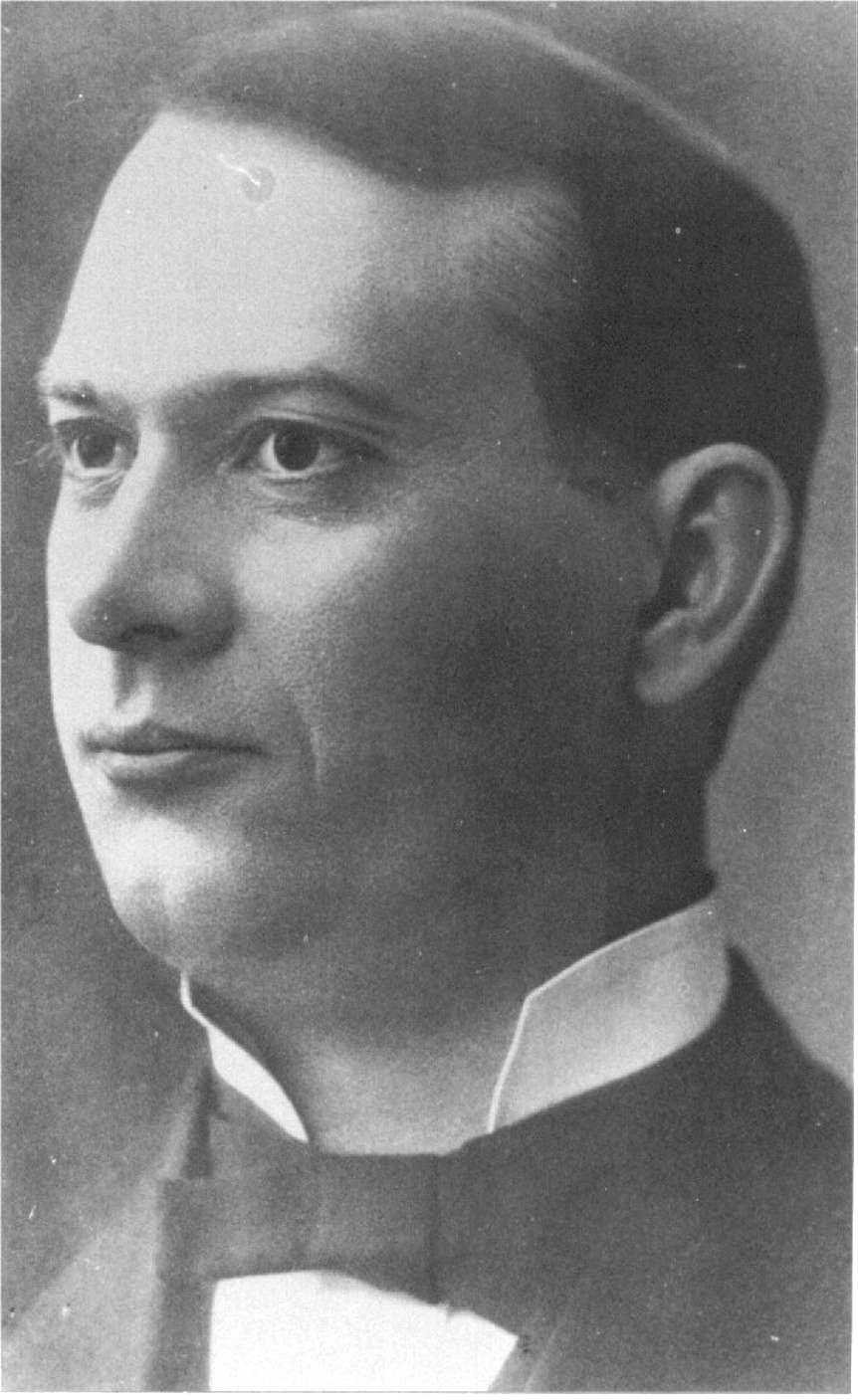
Joseph Franklin Rutherford en 1917

Després de la defunció de Russell, la presidència de la Watch Tower Bible and Tract Society of Pennsylvania va ser assumida el 1917 per Joseph Franklin Rutherford en mig d'una forta inestabilitat i persecució judicial. Tanmateix, durant la seva presidència l'organització va augmentar considerablement. Davant de les crítiques de diverses denominacions cristianes pels seus principis doctrinaris, van establir un cos legal, mitjançant el qual es van obtenir victòries als tribunals de diversos països que els van donar llibertat de culte. També durant la presidència de Rutherford es va definir el nom de «Testimonis de Jehovà», basats en el passatge del cànon bíblic Isaïes 43:10, 11. El nom es va adoptar el 26 de juliol de 1931, durant el congrés de Columbus, Ohio, celebrat entre el 24 i el 30 de juliol.
Entre 1942 i 1977, la presidència de la Societat va ser exercida per Nathan Homer Knorr, qui va ajudar a desenvolupar els aspectes estructurals de l'organització, va enfortir el Consell Rector i va crear diverses escoles per tal d'estandarditzar les tasques d'evangelització, com ara l'Escola del Ministeri Teocràtic (formació en oratòria) o l'Escola Bíblica de Galaad (formació missionera).
Entre 1977 i 1992 va exercir com a president Frederick William Franz, qui era membre del Consell Rector i havia estat vicepresident des de 1945. Gairebé al final de la seva presidència, el 1991, es van aixecar les proscripcions dels Testimonis de Jehovà a Europa Oriental i Àfrica. Després de la seva mort, Milton Henschel, antic assessor de Nathan Homer Knorr, va assumir la presidència fins a l'any 2000, sent reemplaçat per Don Alden Adams, qui exerceix aquest càrrec fins avui, sense ser membre del Consell Rector.
El 2014, Adams va ser substituït com a president de la Watch Tower Society per Robert Ciranko.

## Creences i pràctiques
Les creences i conceptes dels Testimonis de Jehovà es fonamenten en la seva interpretació específica de la Bíblia, que consideren la seva única font de referència en qüestions doctrinals. Dediquen la seva adoració a un sol Déu, Jehovà, i es defineixen com a seguidors exclusius d'un únic líder o messies, Jesucrist, a qui reconeixen com el seu fill.
Des dels inicis, els Testimonis de Jehovà han fet una predicació activa de la creença que a partir del 1914 el món experimenta els seus darrers dies segons profecies bíbliques i que només els que acceptin Jehovà com a Déu i facin la seva voluntat se salvaran en el Dia de l'Harmagedon, per a després viure en un nou món sense maldat ni injustícia, tal com era el propòsit original de Déu. A més, creuen en una gran resurrecció que compensarà tot el mal patit. En aquest nou món que prediu la Bíblia, només governarà Jehovà mitjançant Jesucrist, fet que farà que mai més hi hagi injustícia. Defensen que tot això serà possible gràcies al Regne de Déu que per a ells és un regne real que ara està en mans de Jesucrist al cel i que s'establirà a la terra molt aviat, cosa que farà possible fins i tot poder assolir la vida eterna. Per tant, els Testimonis de Jehovà, basant-se en la Bíblia, tenen la creença que aquesta vida d'injustícies i misèries és temporal, i que té el propòsit de demostrar que sense fer la veritable voluntat de Déu i sense acceptar-lo com a únic Sobirà, els éssers humans no són capaços de governar-se a si mateixos amb millors resultats.
Els Testimonis de Jehovà creuen, sobre la base de la seva interpretació particular de textos profètics de la Bíblia com 1 Timoteu 4:1-3, que després de la mort dels apòstols es va produir una gran apostasia que va corrompre les idees originals del cristianisme. Per tant, el seu principal esforç ideològic s'ha centrat en eliminar de les seves creences els ensenyaments que perceben com contraris a la Bíblia i consideren falsos, amb l'objectiu de retornar als que consideren estar en harmonia amb les Escriptures.
Els Testimonis de Jehovà són coneguts per les seves creences distintives, les quals es fonamenten en interpretacions específiques de la Bíblia. A continuació, s'enumeren alguns dels seus principis doctrinals i pràctiques:
1. Rebuig de la doctrina de la Trinitat. Els Testimonis de Jehovà rebutgen les doctrines formulades pel Concili de Nicea I i altres concilis posteriors, especialment la doctrina de la Trinitat, considerant-la en contradicció amb les seves interpretacions bíbliques.
2. Rebuig del baptisme d'infants. Considerant les normes bíbliques, els Testimonis de Jehovà rebutgen el baptisme d'infants. Opten per batejar-se quan decideixen dedicar les seves vides a Déu, com a expressió voluntària de la seva fe.
3. Rebuig de l'ecumenisme. Els Testimonis de Jehovà no busquen una unió de fe amb altres religions mitjançant l'ecumenisme, preferint mantenir la seva pròpia identitat religiosa separada.
4. Creença en la inexistència després de la mort. Segons la seva doctrina, els Testimonis de Jehovà creuen que la mort representa un estat d'inexistència, del qual despertaran mitjançant la resurrecció.
5. Absència d'imatges i símbols en les reunions. Durant les seves reunions, els Testimonis de Jehovà eviten l'ús d'imatges i símbols, centrant-se en la paraula i la doctrina bíblica com a principal focus de la seva adoració.
6. Consideració de la creu com a símbol pagà. Consideren la creu com un símbol d'origen pagà i, per tant, eviten la seva utilització en pràctiques religioses.
7. Rebuig de la salutació a símbols nacionals i festivitats paganes. Els Testimonis de Jehovà rebutgen la salutació a símbols nacionals, com banderes i escuts, i eviten participar en festivitats que consideren d'origen pagà, com el Nadal, la Pasqua Florida i els aniversaris que celebren l'edat d'una persona.
8. Rebuig de les transfusions de sang. Històricament, els Testimonis de Jehovà han rebutjat les transfusions de sang i els seus principals components, tot i que actualment poden acceptar tractaments amb fraccions sanguínies i cirurgies sense l'ús de sang.
9. Neutralitat en afers polítics i conflictes militars. Els Testimonis de Jehovà es declaren neutrals en afers polítics i conflictes militars, abstenint-se de participar en activitats polítiques i de prendre partit en guerres o conflictes armats.

La seva negativa a rebre transfusions de sang, votar en les eleccions, així com la seva posició d'objecció de consciència al servei militar i la negativa a saludar les banderes nacionals, els ha posat en conflicte amb alguns governs. En conseqüència, les activitats dels Testimonis de Jehovà han estat prohibides o restringides en alguns països. Actualment, encara són perseguits per alguns estats.

### Escatologia
Creuen que vivim en els "darrers dies" i que formar part de la seva organització és necessari per sobreviure Harmagedon, la guerra entre Déu i els governs humans. Des de la seva fundació han predit la fi del món en dues vegades: el 1914 i el 1975. Actualment consideren que la fi del sistema actual pot arribar en qualsevol moment i que per tant han d'estar atents als successos actuals i donar a conèixer les seves creences perquè es pugui salvar el major nombre de persones.

## Difusió de les seves creences
Tots els Testimonis de Jehovà, inscrits en els seus informes anuals, són també, seguint el llenguatge usat per l'organització, proclamadors (predicadors) actius d'allò que consideren el missatge urgent que cal transmetre a la humanitat. Participen regularment en activitats formals organitzades localment per contactar amb els veïns, però també aprofiten ocasions informals per parlar amb coneguts o simplement amb aquells amb qui es creuen al llarg del dia fent servir expositors per regalar literatura. La pràctica habitual de la predicació casa per casa ha anat canviat els darrers anys, en especial en ciutats, per la presència d'un grup d'entre dos i quatre membres amb un expositor mòbil en boques de metro.
Tots els membres batejats tenen l'obligació de testificar l'existència de Jehovà i donar a conèixer quina és, segons ells, la seva voluntat. No fer-ho no comporta l'expulsió però sí la categoria de membre inactiu. S'ofereixen per dur a terme cursos bíblics a domicili i de franc, principalment amb l'ajut de les mateixes publicacions de la Societat. Aquests cursos també s'anuncien en totes les publicacions.
El compromís de la predicació s'adapta a la disponibilitat o voluntat dels membres actius amb diverses possibilitats. Els precursors regulars hi acostumen a dedicar unes 70 hores al mes, els precursors especials unes 130 h. i els publicadors o auxiliars entre 30 i 50 hores.

### Publicacions i Internet
Els Testimonis de Jehovà tenen, des de l'any 2017, la seu central a Warwick, Nova York (Estats Units), des d'on es realitza la coordinació i direcció de l'obra per tot el món a més d'una intensa activitat editorial que inclou Bíblies, llibres, pamflets i tractats, si bé la impressió de literatura també es porta a terme des de moltes altres sucursals d'altres països.
Les revistes La Torre de Guaita i Desperta’t! són considerades les publicacions més distribuïdes i traduïdes del món amb una tirada actual de 83 milions i 78 milions d'exemplars mensuals respectivament. La primera és tradueix en 414 idiomes i la segona en 224. Surten cada dos mesos alternant-se i es distribueixen o bé de porta en porta o bé mitjançant els expositors públics a peu de carrer, normalment que utilitzen en zones urbanes molt transitades.

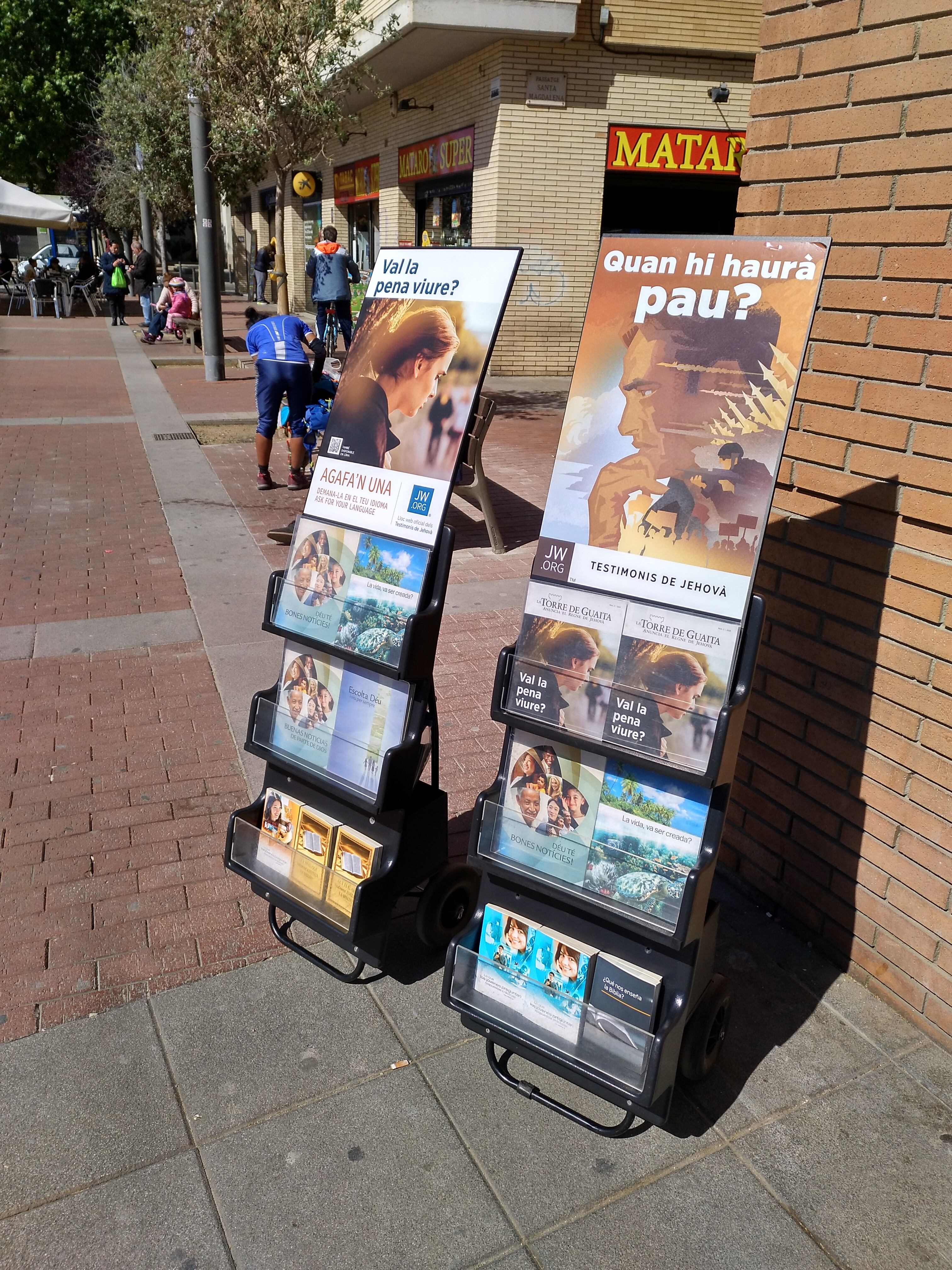
Expositors mòbils dels Testimonis de Jehovà en llengua catalana

Tot i que antigament tenien un preu simbòlic estipulat, a partir de la dècada de 1990 es van començar a distribuir de franc. Des de llavors, són les donacions voluntàries dels propis adeptes que sostenen la major part de l'obra a nivell mundial, tant la impressió de publicacions com la construcció de noves Sales del Regne, Sales de Congressos, Oficines de Traducció, etc.
La seva traducció de la Bíblia, la Traducció del Nou Món de les Santes Escriptures, s'ha traduït sencera o en part a més de 200 idiomes i s'han distribuït més de 240 milions de exemplars.
Pel que fa al seu web, des d'on es poden llegir i descarregar totes les seves publicacions, està traduïda en més de 976 idiomes.

### Reunions

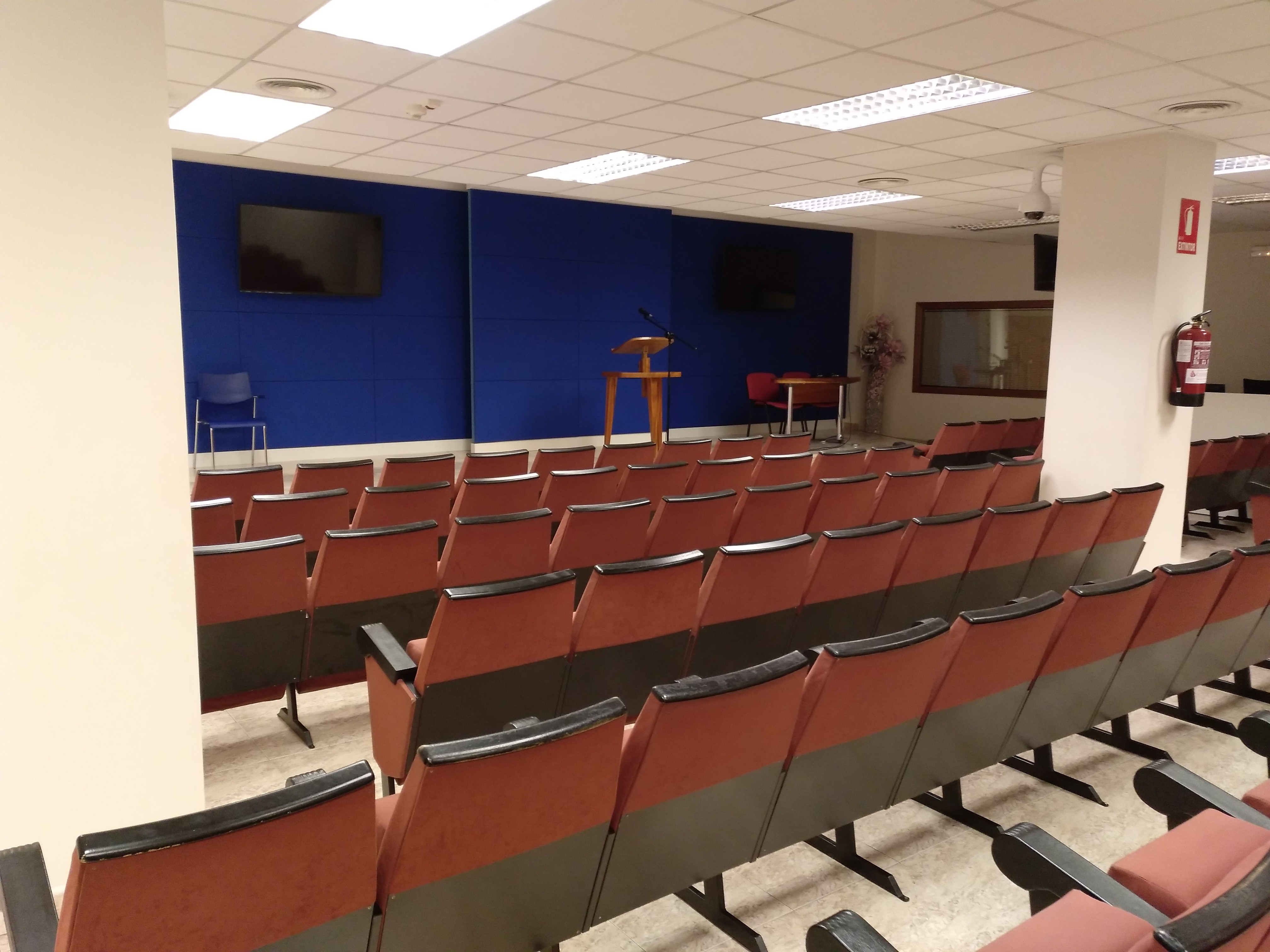
Sala del Regne a la ciutat de Mataró

A més de l'estudi personal de la Bíblia, els adeptes dels Testimonis de Jehovà assisteixen a les reunions congregacionals, normalment dues vegades la setmana, en els locals coneguts com a Saló del Regne. A aquestes reunions es llegeix i estudia la Bíblia amb l'ajut de publicacions bíbliques i s'ofereixen consells per tenir una vida més feliç i per la millora del ministeri públic. Altres reunions de més grans dimensions tenen lloc, normalment, tres vegades l'any, en Sales de Congressos de la seva propietat o en instal·lacions públiques llogades per a aquest fi, com ara estadis esportius o auditoris municipals.

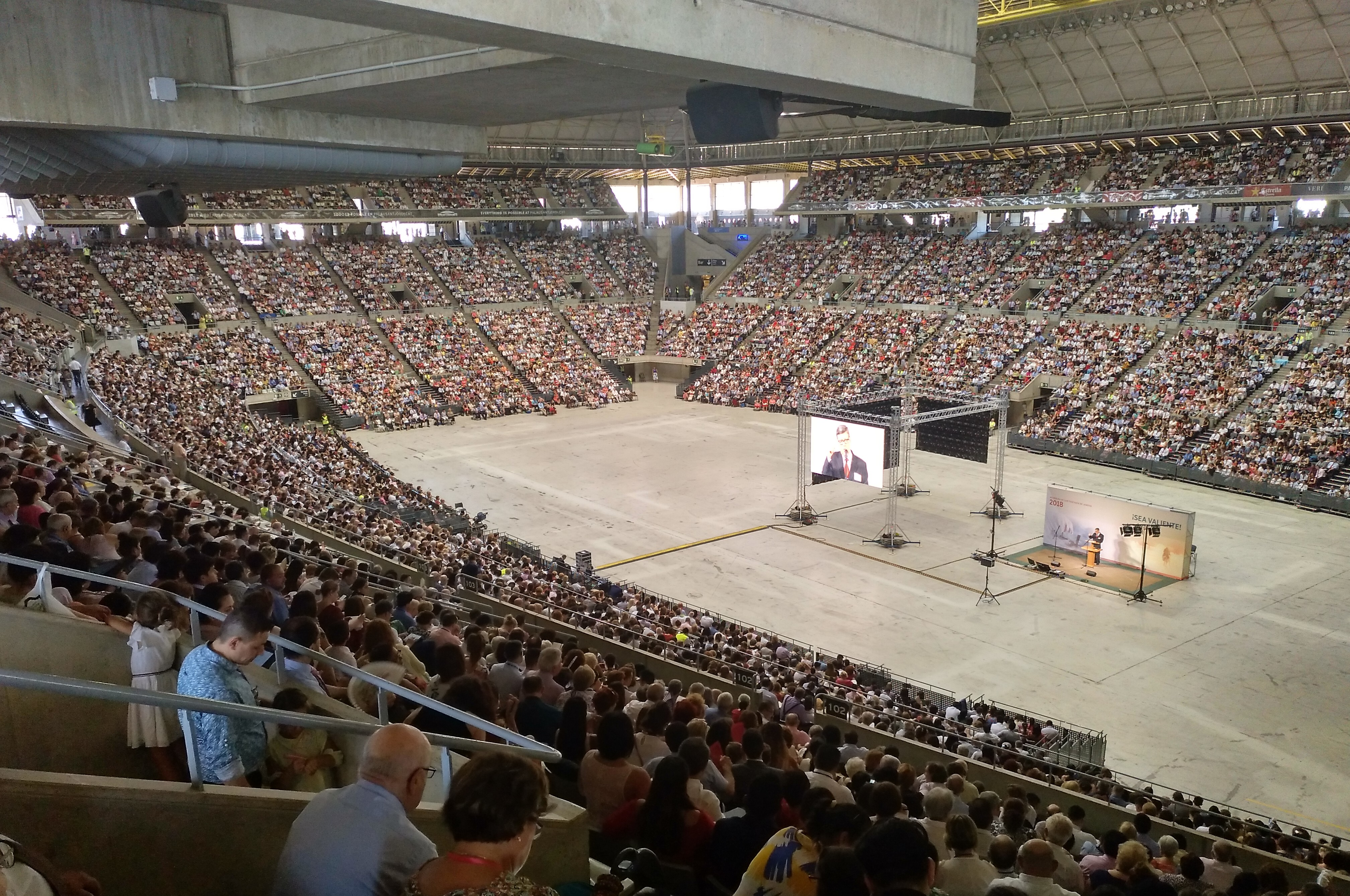
Congrés Regional de l'any 2018 al Palau Sant Jordi de Barcelona

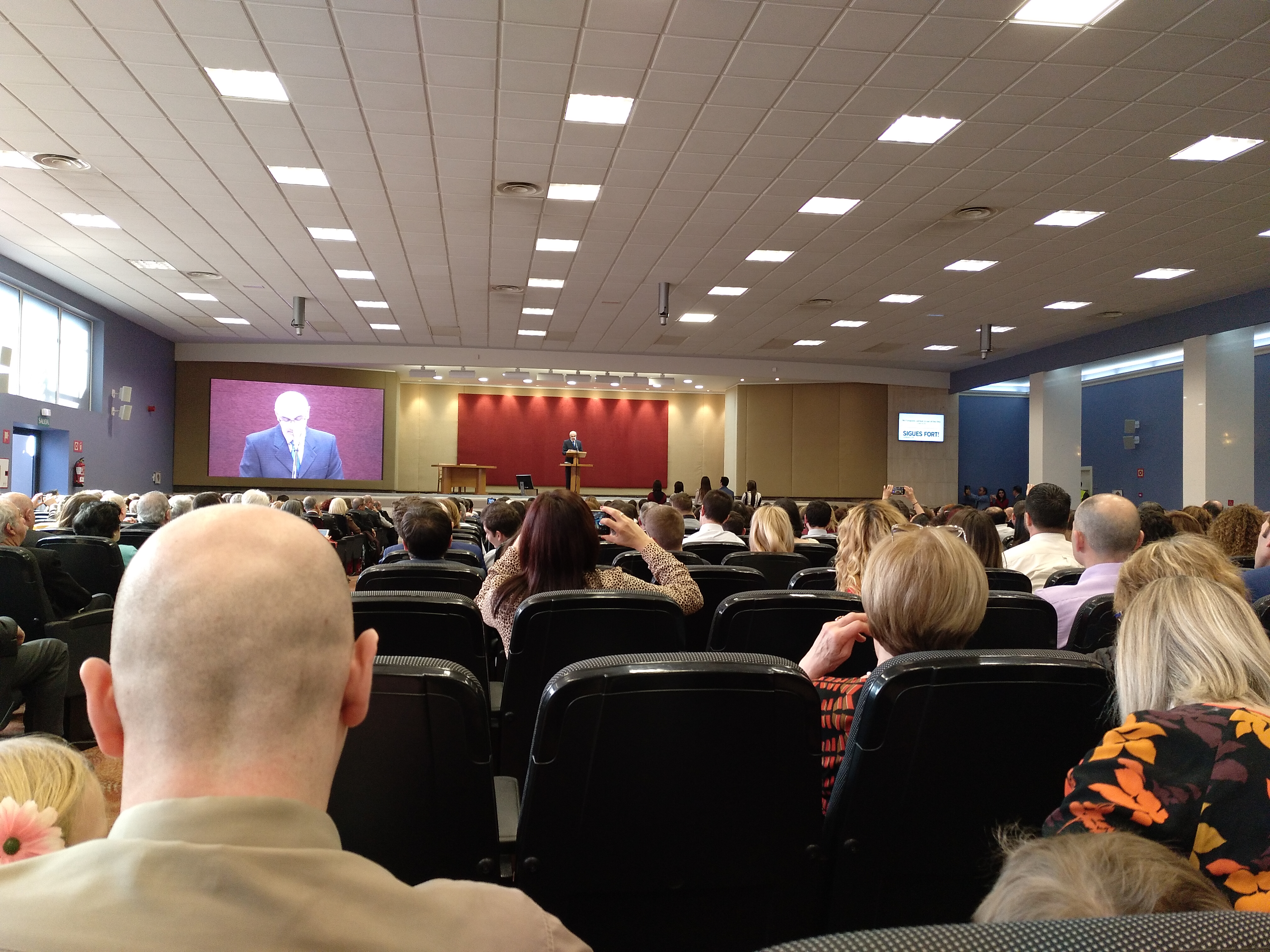
Sala de Congressos a Sant Quirze del Vallès, propietat dels Testimonis de Jehovà

## El seu nom distintiu
Els Testimonis de Jehovà eren coneguts inicialment com a Estudiants de la Bíblia. Els seus membres van ser anomenats també, en sentit pejoratiu, "russellites", "rutherfordistes", "auroristes del mil·lenni" i "antiinfernistes". El 1931, van entendre que haurien de fer una distinció entre la majoria dels membres que eren lleials a la direcció de la Societat i certs grups dissidents que també s'anomenaven Estudiants de la Bíblia. A més d'això, van considerar que el terme Estudiants de la Bíblia era massa ambigu per a servir de designació distintiva. Així, el diumenge 26 de juliol del 1931, a la cloenda del Congrés realitzat a Columbus, Ohio, als Estats Units d'Amèrica, els presents van adoptar de manera unànime una resolució anomenada "Un Nou Nom". Hi va ser proposat el nom descriptiu i distintiu de Testimonis de Jehovà. Per legitimar la tria del nom van utilitzar el text bíblic d'Isaïes 43:10 que diu: "Vosaltres sou els meus testimonis - declaració de Jahveh - i el meu servent que jo he elegit, a fi que ho sapigueu i cregueu en mi, i entengueu que jo sóc ell; abans de mi no s'ha format cap Déu, i després de mi no n'hi haurà cap". (TBS)
Algunes vegades, les seves publicacions fan servir l'expressió "Testimonis Cristians de Jehovà" com una manera de remarcar la seva creença en Jesucrist com Fill de Déu i Salvador de la humanitat i no només en Jehovà Déu, el seu Pare. També afirmen que formen part d'un "gran núvol de testimonis" precristians de Jehovà. (Hebreus 12:1). Afirmen que el mateix Jesucrist és anomenat "testimoni fidel i verdader". (Apocalipsi 3:14)
Afirmen que, des de l'inici, ha existit només una religió verdadera, constituïda per aquells que la Bíblia diu que estan fent la voluntat de Jehovà, i que totes les altres formes d'adoració poden ser englobades en un imperi mundial de religió falsa que és diu «Babilònia la Gran »i consideren que una de les característiques principals que fan que qualsevol grup religiós, sigui cristià o no, sigui inclòs en el conjunt de la religió falsa és el fet de menysprear o simplement no reconèixer i divulgar el Nom de Déu, tal com és presentat a la Bíblia pel Tetragrama YHVH, pronunciant les consonants de la manera més popular en la llengua de cada país. Els Testimonis de Jehovà senten orgull de divulgar el Nom de Déu, preferint en català la forma Jehovà. Malgrat que no consideren incorrecte l'ús de Jahvè, prefereixen la forma Jehovà perquè és la més usada habitualment en un gran nombre de traduccions bíbliques modernes i en la conversa diària.

## Disciplina interna
Encaren la religió com un mode de vida, de manera que tots els altres interessos giren al voltant d'aquesta. Qualsevol cosa que facin, incloent-hi la selecció de diversió, de vestuari, de carrera o de professió, o fins i tot la tria de cònjuge o el comportament i la interacció amb la comunitat i els negocis, és influenciat per les seves creences. Per tant, tot i que porten una vida normal, les seves decisions estan fortament regulades per les seves creences basades a la Bíblia.
Cada Testimoni assisteix dues vegades per setmana a les reunions que tenen lloc a les Sales del Regne, reunions religioses on els fidels comenten temes bíblics i reben instrucció sobre com aplicar a la seva vida els principis de la Bíblia i compartir amb altres persones la seva fe. No acudir a aquestes reunions no comporta l'expulsió. A banda d'això, acudeixen a cursos bíblics organitzats en domicilis particulars i dediquen diverses hores la setmana a la predicació de les seves creences.
Consideren que estan vivint en els Darrers Dies i per això centren les seves vides a aconseguir l'aprovació divina. Per aquest motiu veuen els estudis i l'èxit en aquest món com una cosa secundària. Fins fa poc els recomanaven de seguir només els estudis necessaris per a aconseguir una ocupació que els permetés de mantenir-se, amb la qual cosa no gaires decidien seguir estudis universitaris. Avui dia, donats els creixents requisits per part del mercat de treball per aconseguir ocupació, es considera que això pot resultar imprescindible, i cada vegada més membres escullen estudiar una carrera.
Tots els Testimonis de Jehovà són incentivats perquè siguin diligents estudiants de la Bíblia i de les publicacions de la Societat Watch Tower. Creuen que tots ells, siguin homes o dones, són ministres de Déu, ordenats el dia del seu baptisme personal per immersió completa en aigua. Aquesta passa no és permesa als infants ni és imposada als adults. Normalment, algú que es reuneix amb ells necessita uns quants mesos, o fins i tot anys, per ser aprovat per al bateig i només després d'expressar amb convicció el seu desig de convertir-se en Testimoni de Jehovà.

## A Catalunya, País Valencià i Illes Balears

Rebedor de l'oficina de traducció al català de Mataró.

Els Testimonis de Jehovà són la 4a confessió religiosa reconeguda oficialment a Catalunya en nombre de centres de culte, després del catolicisme, l'evangelisme i l'islam, lloc que també ocupen al País Valencià i les Illes Balears.
El primer llibre difós en català per la Societat Watch Tower va ser Vós podeu viure eternament a la Terra que esdevindrà un Paradís. Posteriorment vingueren el vídeo Els Testimonis de Jehovà: un nom, una organització, el tractat La vida pacífica en un nou món i el llibre Què és el que realment ensenya la Bíblia?. Actualment s'han traduït moltes publicacions i vídeos en Català. S'ha normalitzat l'ús de la llengua catalana per a ús vehicular en les reunions I s'han creat congregacions íntegrament en aquesta llengua per tota Catalunya. L'any 2016 es va presentar la traducció al català del text grec de la Traducció del Nou Món de les Santes Escriptures, la versió de la Bíblia que usen els Testimonis de Jehovà i que edita i distribueix la Societat Watch Tower. En març del 2019 es va començar a construir una Oficina de Traducció al català en la ciutat de Mataró amb l'objectiu de fomentar la traducció i distribució de literatura bíblica en català i incentivar la predicació en aquesta llengua. Aquesta oficina va ser inaugurada al novembre del mateix any. El dos d'abril del 2022, es va presentar la Bíblia completa revisada en català.

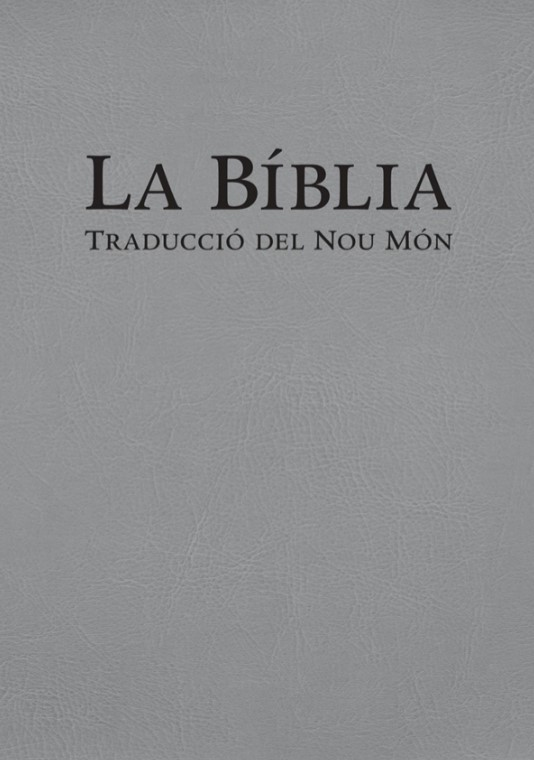
Portada de la Traducció del Nou Món en català

A Catalunya hi ha uns 40.000 fidels i 148 Sales del Regne per a unes 358 congregacions en què es parlen idiomes diferents. Sovint es reuneixen en diferents horaris, ja que una sala pot servir per a 2 o 3 congregacions alhora. A més, tenen com a propietat una Sala de Congressos a Sant Quirze del Vallès amb una capacitat de 1.800 persones.
Cadascuna de les congregacions comarcals resta condicionada als dictàmens de l'organització general amb seu a Madrid, i aquesta del Cos Governant, amb seu a Nova York.

## Els Testimonis de Jehovà i la ciència
Per als Testimonis de Jehovà l'aplicació dels principis de la Bíblia i la intervenció del regne o govern de Déu en mans del seu fill Jesucrist a la terra és la solució de tots els problemes de la humanitat. Segons creuen Déu portarà un nou sistema de coses i eliminarà tot mal que causi dolor. Per a ells, en la vida del paradís cap dels seus habitants dirà: Estic malalt (Isaïes 33:24) i els animals no suposaran un perill per l'home (Isaïes 11:6-9). Les persones edificaran cases, conrearan i menjaran fins a quedar satisfetes (Isaïes 65:21-25). D'acord amb les Escriptures, Déu "engolirà per sempre la mort. El Senyor, Déu sobirà, Jehovà netejarà les llàgrimes de tot rostre" (Isaïes 25:8).
Tot i això, respecten i creuen en la ciència actual en general, excepte quan s'hi posa en dubte l'existència de Déu.

### Medicina
Les seves interpretacions de la Bíblia els ha portat a seguir requeriments bíblics com la prohibició de menjar sang i, per tant, de rebre transfusions de sang. En comptes de les transfusions sanguínies, fan servir la cirurgia sense sang, una branca de la medicina moderna. En el passat també van aconsellar als seus seguidors rebutjar les vacunes i negar-se a fer trasplantaments d'òrgans. Actualment aquestes pràctiques estan acceptades. També s'accepten els tractaments amb fraccions sanguínies.
En relació amb les transfusions sanguínies, les diferents legislacions de cada estat on són presents els comporta més o menys inconvenients. Al cas espanyol, hi ha establerts des del món mèdic i sanitari un seguit de protocols que segueixen tots els professionals del sector, i que en alguns casos hi posa límits:
- Sempre caldrà individualitzar a cada pacient i triar els mètodes més eficaços segons el cas, antecedents, edat, tipus de cirurgia i tenint en compte sempre les tècniques acceptades pel pacient.
- Tot i les diferents lleis, es poden trobar diferents sentències judicials en casos similars. Si preval el dret a la vida, la transfusió sanguínia serà autoritzada per un jutge mentre que, si prima l'autonomia de pacient, no s'autoritza al personal sanitari a realitzar la transfusió sanguínia al pacient Testimoni de Jehovà.
- En menors d'edat preval el dret a la vida i la llibertat de consciència dels seus tutors legals. En general, si hi ha una altra probabilitat de requerir una transfusió de sang serà autoritzada, mentre que si es tracta d'un menor emancipat o amb 16 anys complerts, és la seva voluntat la que prevaldrà sempre.
- El rebuig a la transfusió sanguínia ha d'estar per escrit, i es recomana que en les fitxes mèdiques hi consti.
- Cada cop hi ha més mètodes alternatius a la transfusió sanguínia, cosa que permet dur a terme cirurgies més complexes. La negativa a rebre transfusions de sang i derivats per part dels Testimonis de Jehovà ha provocat la creació de protocols adequats a les situacions així com ha propiciat una major investigació i el desenvolupament de recursos mèdics i quirúrgics per fer possible una terapèutica sense recórrer a la transfusió d'hemoderivats.[37]

### Creació de l'home
Un dels punts polèmics dels Testimonis de Jehovà és el seu rebuig a l'evolució de les espècies, segons la teoria de Charles Robert Darwin. Per contra, creuen en el disseny intel·ligent i segueixen el principi bíblic de què Déu va crear a Adam i Eva perfectes en el paradís i donen a l'home una existència de poc més de 6000 anys segons la cronologia bíblica.
Malgrat el rebuig de certes teories científiques actuals, hi ha alguns Testimonis de Jehovà treballant en la recerca científica, com és el cas del científic nuclear Alton Williams, que treballa en la investigació al George C. Marshall Space Flight Center de la NASA.

## Crítiques i controvèrsies
Els testimonis de Jehovà no estan exempts de controvèrsies socials, polítiques, legals o ètiques. Algunes de les principals acusacions fan referència a l'autoritarisme i oposició a la llibertat d'expressió i dissidència, atesa la gran jerarquització dins l'organització, les seves polítiques de gestió dels casos d'abús sexual infantil, control dels adeptes, la marginació, la discriminació a la dona i la diversitat sexual i l'atac a altres institucions religioses, entre altres coses.
Un dels més famosos crítics dels Testimonis de Jehovà és Raymond Franz, antic membre destacat i nebot de Frederick William Franz que esdevindria el quart president de la Societat Torre de Guaita de Bíblies i Tractats, més coneguda com a Societat Watchtower. Raymond va servir nou anys al Consell d'Administració de la Societat i va formar part del Consell Rector. Després de separar-se per discrepàncies amb la direcció, finalment fou expulsat de l'organització. Posteriorment va escriure dos llibres en els quals critica els dirigents dels Testimonis de Jehovà de la seva època, és a dir, el Consell Rector -en cap cas critiquen als Testimonis de Jehovà que van de casa en casa-:
- Crisi de consciència, editat l'any 1983, un dels pocs testimonis dels secrets de funcionament de la instància més alta dels Testimonis de Jehovà.
- A la recerca de la llibertat cristiana, editat l'any 1991.[38]

D'altra banda, l'Associació Espanyola de Víctimes dels testimonis de Jehovà, agrupació constituïda a Espanya el 2020 de víctimes i antics membres, va enunciar el que consideren part d'un maltractament psicològic estructural i institucionalitzat per part dels Testimonis de Jehovà. Aquest inclouria el control dels adeptes, la marginació, la discriminació a la dona i la diversitat sexual i l'atac a altres institucions religioses, entre altres coses. Segons l'AEVTJ, la marginació o ostracisme que causen els Testimonis de Jehovà als seus antics membres o membres que volen deixar de ser-ho pot portar a una extrema soledat pel fet que des de petits els inculquen a només relacionar-se entre si. Tot això s'engloba dins de la disciplina congregacional dels testimonis de Jehovà. Algunes d'aquestes situacions han pogut ésser causa de depressions severes o fins i tot suïcidis. A més, els acusa de fer sistemes de 'justícia' o sistemes parajudicials paral·lels als de l'estat, i amagar o entorpir les denúncies d'abusos infantils i violacions.
Tot i les reiterades denúncies de l'AEVTJ sobre les diferents pràctiques no grates causades pels Testimonis de Jehovà, aquesta confessió religiosa va decidir denunciar l'AEVTJ per atemptat contra el dret a l'honor. Després de la revisió de més de 70 entrevistes, es va considerar per part de la jutgessa a dia 12 de desembre de 2023, la legitimitat al dret d'associació i de consideració de víctimes, a més de poder emprar la paraula secta per referir-se als testimonis de Jehovà.
A imatge de l'AEVTJ, exadeptes de l'organització religiosa d'altres països hispanoparlants han fet el pas de reunir-se per crear entitats semblants, com ara a Argentina o Mèxic.

## Persecució als testimonis de Jehovà

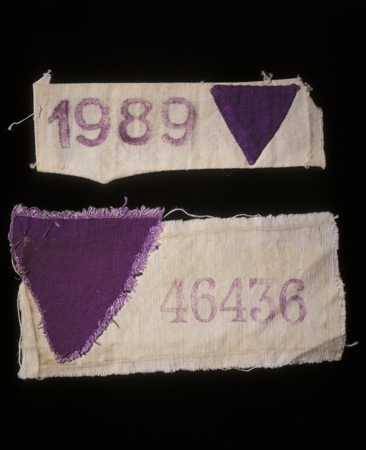
Els nazis identificaven als Bibelforscher amb un triangle de color porpra.

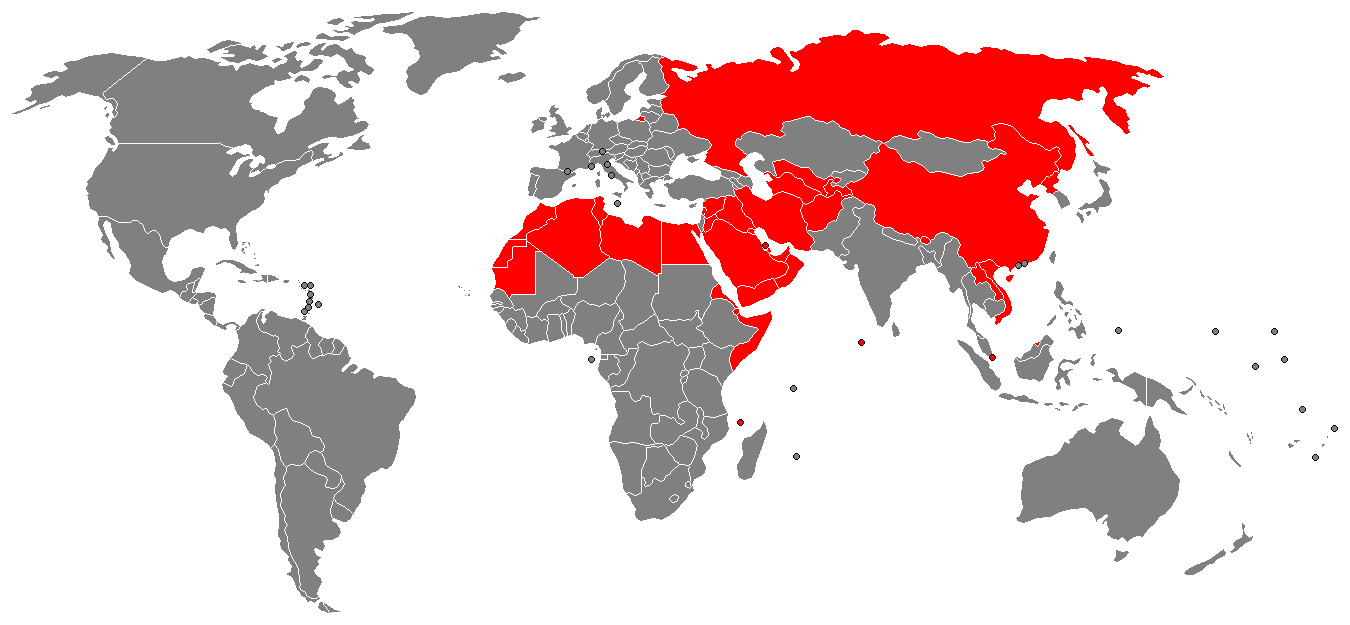
Estats on les activitats dels testimonis de Jehovà són prohibides

Al llarg de la història dels testimonis de Jehovà, les seves creences, doctrines i pràctiques s'han tornat controvertides i oposades per alguns governs locals, comunitats i altres grups religiosos. Moltes denominacions cristianes consideren que les interpretacions i doctrines dels testimonis de Jehovà són herètiques, i alguns professors de religió han descrit al grup com una secta.
Segons el professor de dret Archibald Coix, als Estats Units, els testimonis de Jehovà van ser "les principals víctimes de la persecució religiosa […] van començar a cridar l'atenció i provocar la repressió en la dècada de 1930, quan el seu proselitisme i el seu nombre van augmentar ràpidament". L'animositat política i religiosa en contra els testimonis de Jehovà a vegades ha portat a l'oclocracia i l'opressió del govern en diversos països, inclosos Cuba, els Estats Units, el Canadà, Singapur i l'Alemanya nazi.
Durant les Guerres Mundials, els testimonis de Jehovà van ser atacats als Estats Units, el Canadà i molts altres països per la seva negativa a servir en l'exèrcit o ajudar amb els esforços de guerra. Al Canadà, els testimonis de Jehovà van ser internats en camps de concentració juntament amb dissidents polítics i persones d'ascendència japonesa i xinesa. Les activitats dels testimonis de Jehovà han estat prohibides en el passat a la Unió Soviètica i a Espanya, en part a causa de la seva negativa a realitzar el servei militar. Les seves activitats religioses estan actualment prohibides o restringides en alguns països, per exemple a Singapur, la Xina, Vietnam, Rússia, Corea del Nord, Abkhàzia, i altres països de majoria musulmana.

### Persecució a l'Alemanya nazi

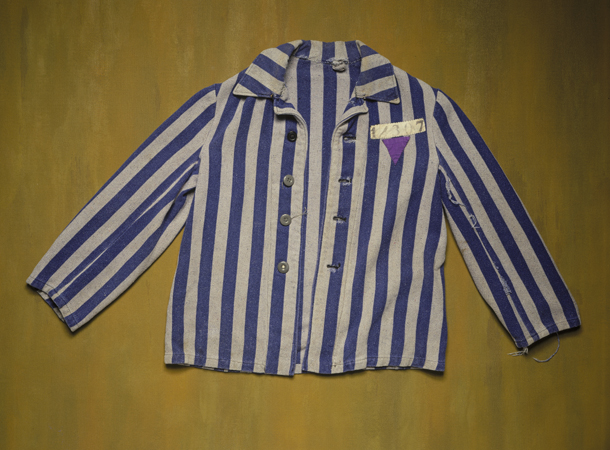
Uniforme dels testimonis de Jehovà presoners durant l'Alemanya nazi.

Els testimonis de Jehovà van ser perseguits pels nazi alemanys, principalment per la seva resistència a reconèixer l'autoritat de l'estat, a utilitzar la salutació feixista, i per la seva objecció de consciència al servei militar. Es calcula que durant la Segona Guerra Mundial aproximadament 11 300 testimonis de Jehovà van ser empresonats en camps de concentració, on van morir, segons la font consultada, entre 1490 i 2550, entre ells 253 que van ser sentenciats a mort.
El Cercle Europeu d'antics deportats i internats Testimonis de Jehovà assegura que el 97 % dels testimonis de Jehovà alemanys van sofrir de l'una o l'altra forma la persecució del nazisme. En els camps de concentració, els denominats Bibelforscher portaven un triangle porpra cosit a la roba com a identificació. Els testimonis de Jehovà podien abandonar el camp de concentració i recuperar les seves propietats i la seva ciutadania si signaven un document de renúncia a la seva fe.
El 5 d'octubre de 2006, el Museu de l'Holocaust de Washington D.C. va oferir un dia dedicat als testimonis de Jehovà víctimes del nazisme.

### Unió Soviètica i Rússia
L'abril del 1951, uns 9300 testimonis de Jehovà de la Unió Soviètica van ser deportats a Sibèria com a part de l'Operació Nord.
El 20 d'abril de 2017, la Cort Suprema de Rússia va dictaminar en contra dels testimonis de Jehovà per a dissoldre el Centre Administratiu dels testimonis de Jehovà, restringint així la seva obra evangelitzadora i va emetre una ordre de confiscació dels béns de l'organització. Segons la Cort Suprema, és una organització extremista.
Dennis Christensen, condemnat a sis anys de presó, fou el primer encausat des de la prohibició de les activitats dels Testimonis.